# 布氏妊麗魚
布氏妊麗魚，為輻鰭魚綱鱸形目隆頭魚亞目慈鯛科的其中一種，分布於非洲坦尚尼亞沿岸淡水流域，體長可達15公分，棲息在溪流、湖泊，生活習性不明。